# Время лёта
Время лёта в энтомологии — определённый временной промежуток (период), на протяжении которого в условиях дикой природы встречаются особи насекомых определённого вида, для которых основной формой передвижения является полёт. В первую очередь в энтомологии данный термин применяется касательно чешуекрылых (бабочек), но также может использоваться по отношению к представителям других групп насекомых.
Если насекомое и ползает, и летает, то время лёта преимущественно совпадает с наиболее высоким уровнем подвижности. Лёт всегда более ограничен степенью освещённости и температурой, чем ползание.
Продолжительность лёта разных видов является различной и составляет от нескольких дней до недель и нескольких месяцев.
Понижение освещённости до сумеречной является практически неодолимым препятствием для полёта большинства дневных насекомых. Ночные же насекомые способны к полёту при очень низкой освещённости благодаря наличию специальных приспособлений их зрительного аппарата. Сборы летающих насекомых, проведенные Ротамстедской станции в Англии, показали, что именно уровень освещённости является главным фактором, определяющим время лёта насекомых.